# Kabalo
Kabalo este un oraș în  provincia Katanga, Republica Democrată Congo. În 2012 avea o populație de 63 622 de locuitori, iar în 2004 avea 46 896.